# Adam Kaied
Adam Kaied, född den 2 mars 2002, är en svensk fotbollsspelare (mittfältare) som spelar för NAC Breda. Adam Kaied har även representerat Sverige i U17- och U19-landslagen.

## Karriär
Kaied kom till Helsingborgs IF som tioåring. I juli 2021 skrev han på sitt första A-lagskontrakt med klubben, ett kontrakt över säsongen 2023.
Säsongen 2021 gjorde Kaied fem mål på 24 ligamatcher för HIF i Superettan. I augusti 2022 lånades han ut till norska Stabæk på ett låneavtal över resten av säsongen.
I januari 2023 värvades Kaied av nederländska NAC Breda, där han skrev på ett 2,5-årskontrakt med option på ytterligare ett år.